# 麥寮拱範宮
麥寮拱範宮，是臺灣雲林縣麥寮鄉麥豐村的一座媽祖廟，主要奉祀媽祖。前身為康熙二十四年（1685年）建於海豐港所的廟宇；乾隆七年（1742年），遷建於海豐莊現址。全國分靈廟宇約有四千餘間。每年媽祖誕辰皆有信徒前來朝拜。

## 歷史
清康熙二十四年（1685年），純真禪師佩湄洲朝天閣媽祖，登陸於海豐港所（海豐村）創建「拱範宮」。 乾隆七年（1742年），新虎尾溪水患，海豐港遭沖毀，遷廟於海豐莊現址（麥豐村）。
嘉慶五年（1800年），會長林長興、地主楊長利擴建。規模三楹三進，廊房九間。前殿奉天上聖母，後殿祀觀音大士。 贈「觀自在」匾額。道光七年（1827年），會長林日茂、舉人林廷璋重修。 贈「神昭海表」匾額。
同治十三年（1874年），會長林樹楠、監生林欽若倡修。贈「保我子孫」匾額。光緒七年（1881年），廈門人民、皇帝載湉拜謝。贈「神昭海表」匾額。
日明治三十九年（1906年），會長林仁慈、區長林清池倡修。贈「水德配天」匾額。
昭和五年（1930年），會長林炮、庄長廖富淵重建。贈「海晏河清」匾額。有「王火艾、林火寅、黃連吉、黃龜理、蔣九、陳天乞、姚自來、潘春源、林干傑」作品。
中民國45年（1956年），主委林喬椿、院長于右任重修。贈「麥寮拱範宮」匾額。民國66年（1977年），主委林是楢、總統蔣經國重修。贈「開山媽祖」匾額。有「徐燕飛、李長卿、蔣國振、蘇衛吉、啟壽、陳壽彝、莊椿昇」作品。
民國95年（2006年）6月，雲林縣政府公告指定「麥寮拱範宮」為縣定古蹟，範圍包括「三川殿、前過水廊、拜殿、正殿」。12月發函增加範圍「後殿、開山殿、太歲殿、財神殿、後過水廊、龍虎門、文昌殿、神農殿」。
民國101年（2012年），文化部公告指定「麥寮拱範宮」為國定古蹟，範圍包括「三川殿、前過水廊、拜殿、正殿、後過水廊、後殿」。主委許忠富、縣長蘇治芬重修。
民国107年（2018年），主委張克中、縣長李進勇完成。

### 彰德祠
彰德祠原本位於麥藔街西北，主祀文昌帝君。道光十四年（1834年）十月，舉人丁捷三、生員張嘉言倡建。
明治三十一年（1898年）洪水氾濫，彰德祠受損。其後五尊文昌神像遷祀於拱範宮左護室（今文昌殿），並將舊祠拆除後的磚石移至拱範宮墊高地基。該整修工程始於明治三十九年（1906年），至明治四十一年（1908年）秋天竣工。

## 奉祀神祇
- 三川殿：千里眼、順風耳、虎爺
- 拜殿：中壇元帥
- 正殿：天上聖母[47]、海晏公，傳旨、指揮使，內務官、宮女
- 後殿：觀音菩薩[48]、聖父母兄、註生娘娘、十八羅漢，懷珠圳、福德正神，龍船公、善財、龍女
- 開山殿：純真、一心、澄寶住持
- 太歲殿：斗姆元君，左輔、右弼、太歲星君
- 財神殿：玄壇真君，進寶、納珍天尊，招財使者、利市仙官
- 文昌殿（彰德文祠）：文昌、文衡、文魁、朱衣、孚佑帝君，孔子、倉頡先師，報喜官
- 神農殿（五穀王祠）：神農大帝

## 地方文物
- 道光十二年（1832年），貢生陳銓世捐獻旗杆[49][50] ；民國63年（1974年），移作三川殿石柱、二神將底座[51][52]
- 大正八年（1919年）[53]，湄洲朝天閣迎回「金面四媽」神尊[54][55][56][57]

## 地方民俗
- 天公繞境：農曆1月9日
- 上元繞境：農曆1月15日
- 主要香期：農曆2、3月
- 五股繞境：農曆3月中旬
- 五股迎神：農曆3月下旬
- 中元法會：農曆7月15日
- 升天繞境：農曆9月9日

## 圖片

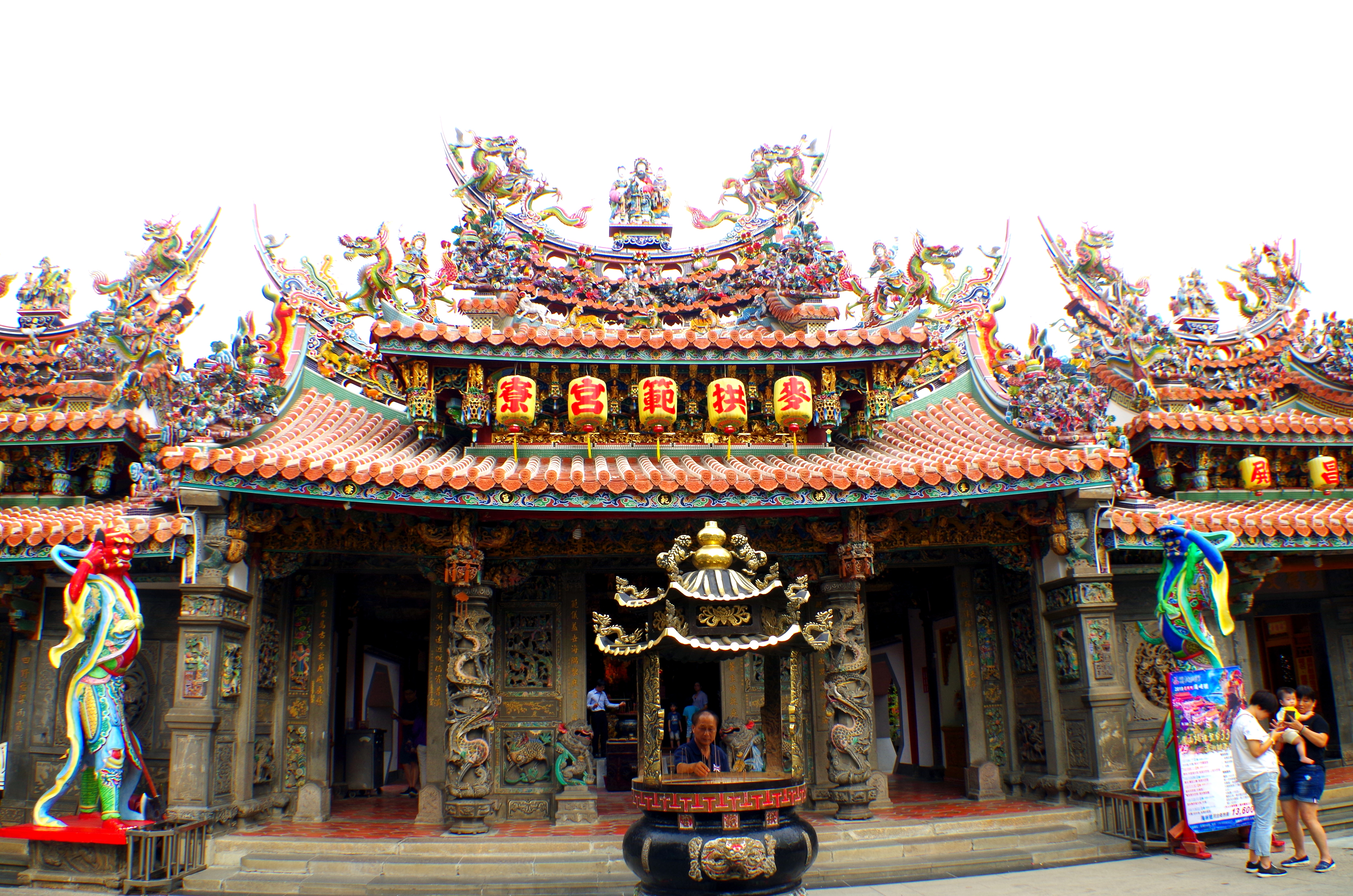
拱範宮
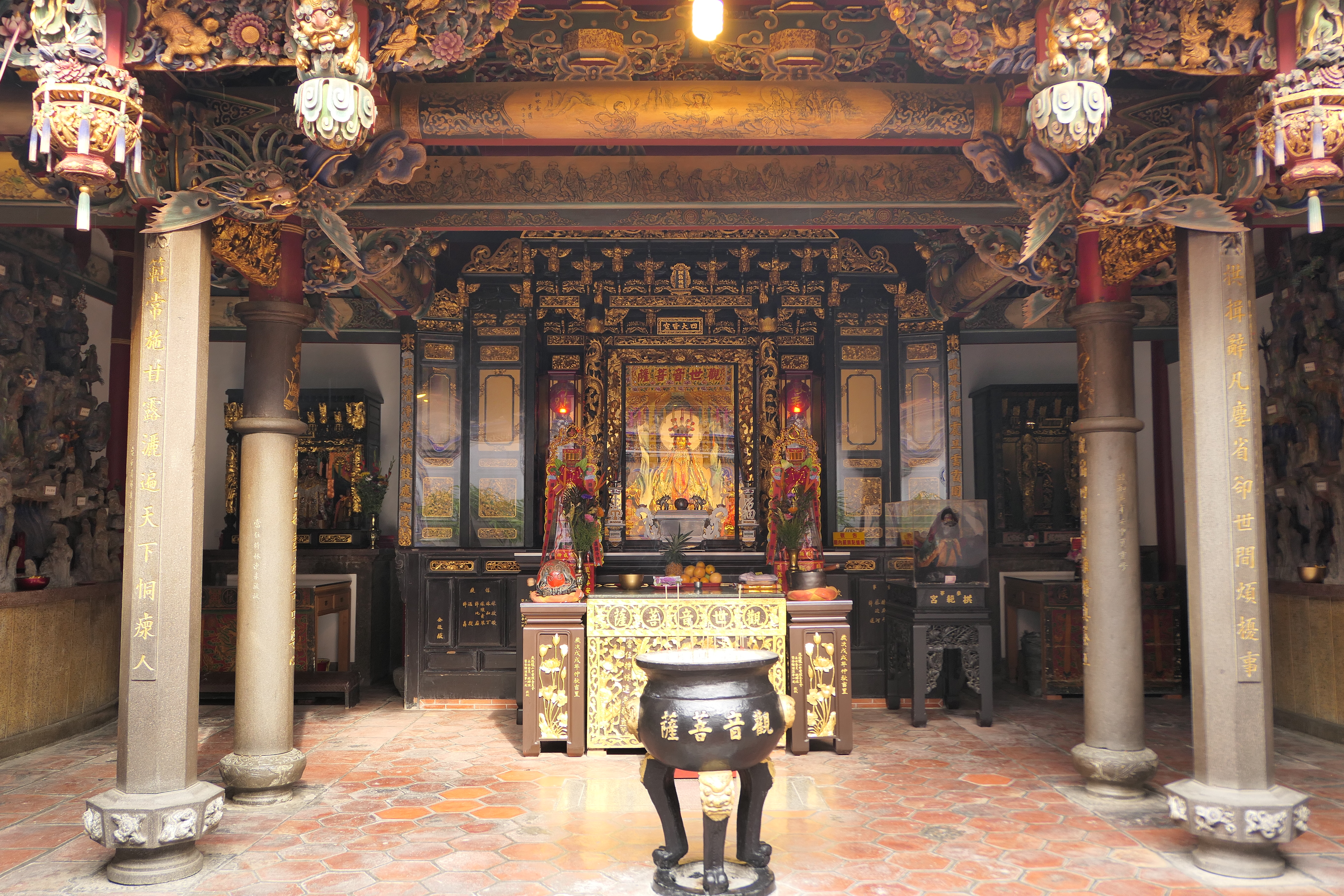
拱範宮後殿
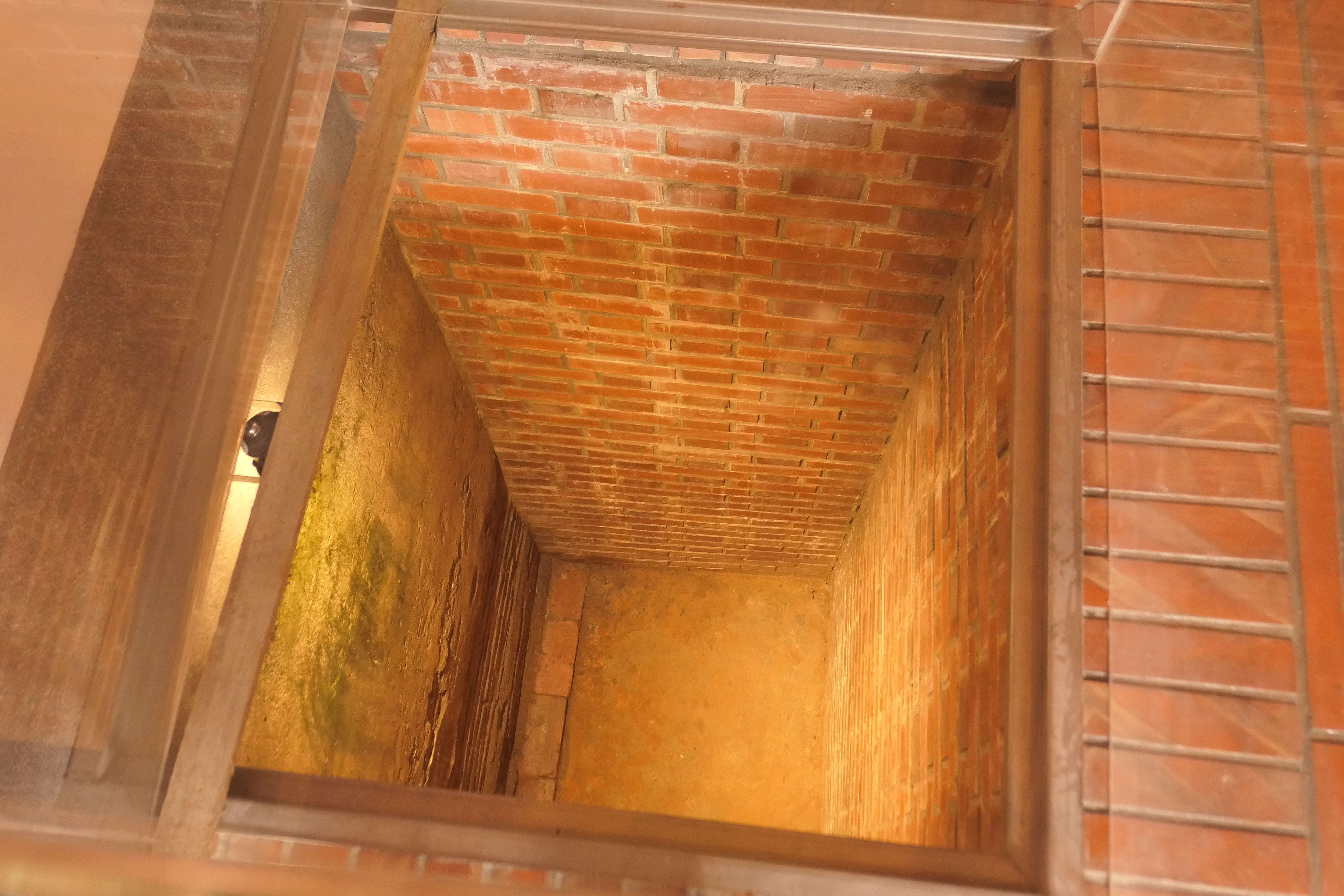
開山殿地基
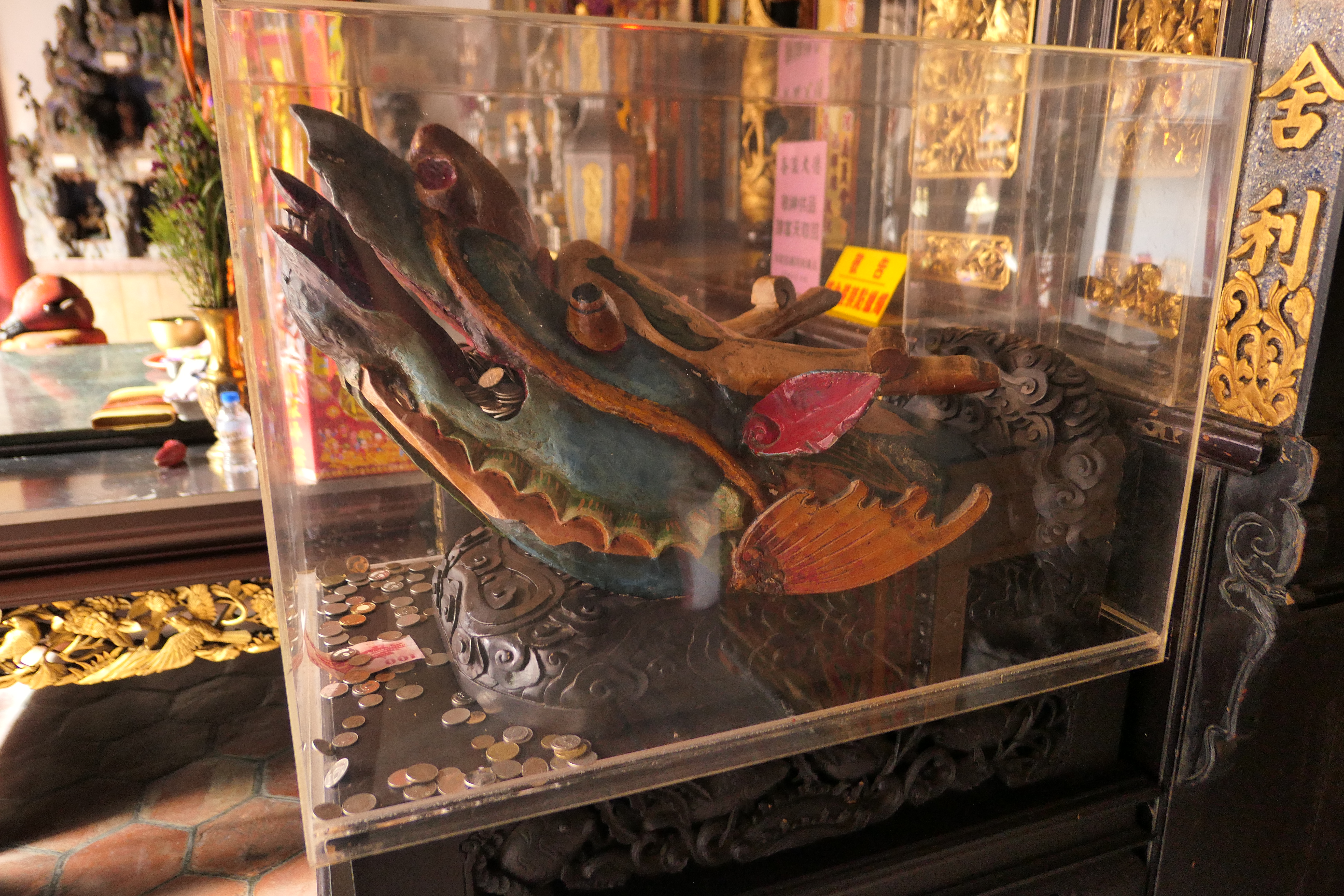
龍船公

## 外部連接
- 官網（页面存档备份，存于）.
- 麥寮拱範宮開山媽祖 （页面存档备份，存于）